# バリオセキュア
バリオセキュア株式会社（英: Variosecure Inc.）は、東京都千代田区に本社を置き、インターネットセキュリティシステムのマネージドサービスを提供する日本の企業である。

## 概要
主要事業である法人向けマネージドセキュリティサービスでは、ハードウェア（SecureNetworkPlatform）・ソフトウェア（VariOS）とも自社で開発した製品VSR（VarioSecureRouter、ファイアウォールをはじめとする統合型セキュリティアプライアンス）を用いたVSRマネージドセキュリティサービスを提供する。
日本企業で初めてICSAラボ（TrueSecure社の独立試験評価部門）のバージョン4.1 Corporateファイアウォール認定を取得している（2006年8月現在、世界で21社のみ取得）。
2010年（平成22年）にはメールセキュリティに特化した「バリオ メールセキュリティサービス」、2012年（平成24年）には企業内インターネットの監視・制御を行う「VCR（Vario Communicate Router）」の提供をそれぞれ開始している。

## サービスの特徴
一般的にインターネットセキュリティのアウトソーシングではベンダーが各メーカー機器を設定・運用・保守するが、バリオセキュアの最大のメリットは自社開発製品であるVSRをメーカーという立場で開発し、さらにベンダーという立場で設定・運用・保守サービスをすべて行うことにある。
また統合型アプライアンスであるためルーター、ファイアウォールのみならずIDSやマルチホーミング、URLフィルタリング機能などを1台の機器でワンストップで提供している。
当時ピーエスアイネット株式会社にいた取締役の坂巻千弘、エリック・エドワード・ボウルス、ヴィンセント・ジョセフ・ギベスらは2001年（平成13年）ピーエスアイネットがケーブル・アンド・ワイヤレスIDCに買収される際スピンアウトし情報・通信システム及びセキュリティシステムの開発・運用・コンサルティング業務を目的としてアンビシス株式会社を設立。
当初はRapidStream、アライドテレシスなどを使用し法人顧客向けにマネージドセキュリティサービスを提供したが、機器の制約などにより柔軟なネットワーク構築が出来ないことを機に、VSRとしてハードウェアからソフトウェアまで自社開発することに至った。

## サービスラインナップ

### マネージドセキュリティサービス
VSRマネージドキュリティサービスは、各サービスによって使用する機器が決まっており機器はあくまでサービスのためにレンタルされるツールの一部という位置付けである。ルーター（基本機能）を始め顧客のネットワークのニーズに応じて必要オプションを選択して設定・導入から運用・監視までをバリオセキュアで行うマネージドサービスである。
- ルーター（基本機能）
- ファイアウォール（オプション機能）
- IDS&ADS（オプション機能）
- 拠点間VPN（オプション機能）
- リモートVPN（オプション機能）
- ホットスタンバイ（オプション機能）
- マルチホーミング（オプション機能）
- L4ロードバランサー（オプション機能）
- L7ロードバランサー（オプション機能）
- URLフィルタ（オプション機能）
- ウィルスプロテクション（オプション機能）
- LAN監視サービス（オプション機能）
- 管理者用ツール
バリオセキュアの提供するものは機器ではなく、あくまでサービスである為、運用結果を管理者用ツールという形でレポーティングを用意している。
これは顧客宅のVSRより吐き出されたログがバリオセキュアのセンターにて集計される、各顧客はセンターにある管理者用ツールのURLへアクセスしレポーティング結果を閲覧する。
ファイアウォール設定表示、設定変更依頼、ファイアウォールログ、IDS&ADSログ、ウィルスプロテクションログ、機器トラフィックレポート、ログのダウンロードを提供している。

### メールセキュリティサービス
- バリオアンチウィルス
- バリオアンチスパム
- アタッチ＆アップロード （添付ファイル暗号化）
- メールコンファーム （誤送信防止）

## 歴代のVSRシリーズ（ハードウェア）
VSR1003
初代VSRシリーズ、当初はこのVSR1003のラインナップのみであった。
唯一黒の筐体で縦長、フロントにはバリオセキュアの前身（アンビシス）の「A」のロゴがある。
イーサネットは3ポート搭載（NET,LOC,HA）、ファイアウォールスループットは100Mbps
VSR2014
初の上位シリーズ
1Uラックマウントが可能な白い筐体、フロントにはシステム稼動状況のLEDを搭載、またバリオセキュアの「V」のロゴがはいる。
イーサネットは4ポート搭載（NET,LOC,DMZ,HA）、ファイアウォールスループットは100Mbps、VPNのスループットなどがVSR1003より向上している。
VSR1014/513
VSR1003の後継機種、白い筐体で据え置き型、フロントにはイーサネットのリンク／アクティビティLED搭載
イーサネットは4ポート搭載（WAN,LAN,DMZ,HA）※ VSR513は3ポート搭載、ファイアウォールスループットは100Mbps
VSR2015s/3015s
初のギガビットイーサネット搭載モデル、1Uラックマウントの白い筐体でフロントにはシステム稼動状況のLEDを搭載
イーサネットは5ポート搭載（WAN,LAN,DMZ,HA,EXT）うちWAN,LAN,DMZは1000Base-T対応
VSR1014s/513s
VSR1014の後継機種、基本構造は同じもののCPUの高速化かつ低電圧化に貢献、また据え置きも1Uラックマウントも可に
イーサネットは4ポート搭載（WAN,LAN,DMZ,HA）※VSR513sは3ポート搭載、ファイアウォールスループットは100Mbps
VPNの暗号化のハードウェアサポートを可能にしVPNスループットが向上
VSR202
初のVPN専用機、拠点間VPNを構築する際に拠点に置く機種
イーサネットは2ポート搭載（WAN,LAN）形はVSR1014s等と同様
VSR3517
初の1000Base-SX（SCコネクタ）のファイバー直集が可能な機種、ファイアウォールスループットは400Mbps超
イーサネットは7ポート搭載（2ポートは1000Base-SX、2ポートは1000Base-T、3ポートは100Base-TX）
VSR3728
800Mbps超の高速スループットを誇るエンタープライズ用モデル、前面には液晶のステータス表示窓を搭載
イーサネットは8ポート搭載（WAN,LAN,DMZ,HA,EXT1,EXT2,EXT3,EXT4）全ポート1000Base-T対応
VSR1014e/513e
VSR1014sの後継機種、プラットフォームを一新、メモリとCPUを高速化
イーサネットは4ポート搭載（WAN,LAN,DMZ,HA）※VSR513eは3ポート搭載、ファイアウォールスループットは100Mbps
VSR202e
VSR202の後継機種、イーサネットは2ポート搭載（WAN,LAN）基本構造はVSR1014e等と同様
VSR1204G/703G/523G
VSR1014eの後継機種、プラットフォームを一新、メモリとCPUを高速化、ACアダプタにより電源を筐体から外出し
筐体による放熱（筐体上部がヒートシンク）を行いファンレスを実現、カラーを刷新しオレンジがベースとなる
イーサネットは4ポート搭載（WAN,LAN,DMZ,HA）※VSR703G/523Gは3ポート搭載、全ポート1000Base-T対応、ファイアウォールスループットは1204Gが400Mbps、703Gが200Mbps、523Gが50Mbps
VSR302G
VSR202eの後継機種、イーサネットは2ポート搭載（WAN,LAN）基本構造はVSR1204G等と同様
それぞれの機器にはハードディスクは搭載されておらずNVRAMと呼ばれる記憶領域よりOSがメモリに展開され起動しNVRAMは稼動時には切り離される。
これはネットワーク機器として動作する為の高速化への対応、急な停電時への耐障害性の向上につながっている。
またWatchDogTimerを搭載している為ハードウェアが応答しなくなった際にVSRが自動的にリブートする仕組みを搭載しており高負荷時やハングアップ時に自動復旧する。

## 沿革

### 初代法人
- 2001年（平成13年）
  - 6月21日 - 情報・通信システム及びセキュリティシステムの開発・運用・コンサルティング業務を目的として東京都港区西新橋三丁目にアンビシス株式会社を設立。
  - 9月 - インターネットサービスプロバイダ及び通信事業者向けセキュリティソリューションとしてファイアウォール等を運用するマネージドセキュリティサービスの提供を開始。
  - 10月 - ホスティングサービス事業を開始。
- 2002年（平成14年）
  - 5月 - VariOSを搭載した統合型インターネットセキュリティアプライアンス機器「VSR 1000シリーズ」の提供開始。ファイアウォール、IDS & ADS、ロードバランサ、ホットスタンバイの複合的なサービスの提供をスタート。
  - 7月 - 本店を東京都港区麻布台一丁目に移転。
- 2003年（平成15年）
  - 6月 - 商号をバリオセキュア・ネットワークス株式会社に変更するとともに、本店を東京都港区虎ノ門四丁目に移転。
  - 8月 - マルチホーミングサービスの提供開始
  - 9月 - セキュリティ製品認定機関である、米国企業ICSA（International Computer Security Association）によるファイアウォール認定バージョン4.0を、日本企業として初めて取得。
  - 10月 - セキュリティアプライアンス機器VSRに「VSR500、VSR2000、VSR3000」シリーズを追加。
  - 12月 - ウィルスプロテクションサービスの提供開始。
- 2004年（平成16年）
  - 2月 - VPN専用機「VSR200シリーズ」を提供開始。
  - 8月 - 光回線対応セキュリティアプライアンス「VSR3500シリーズ」を提供開始。
- 2005年（平成17年）
  - 3月 - ICSAファイアウォール認定バージョン4.1の認定取得。
  - 6月 - 本店を東京都港区愛宕二丁目に移転。
- 2006年（平成18年）
  - 3月 - VSR3700シリーズの本格提供開始。
  - 6月29日 - ヘラクレス上場（証券コード3809）。
- 2007年（平成19年）9月 - ASP型セキュリティ・サービス「バリオ・アンチスパム」を提供開始。
- 2009年（平成21年）
  - 3月 - 株式会社ネットセキュリティ総合研究所を設立、サイボウズ・メディアアンドテクノロジー株式会社よりScan NetSecurity事業を譲受。
  - 12月18日 - 上場廃止。
- 2010年（平成22年）9月 - 「バリオ メールセキュリティサービス」を提供開始。
- 2011年（平成23年）3月 - 1stホールディングス（現・ウイングアーク1stのグループ会社となる。
- 2012年（平成24年）
  - 7月 - 本社を東京都渋谷区桜丘町に移転。
  - 11月 - VCR（Vario Communicate Router）の販売開始。
- 2013年（平成25年）3月 - 商号をバリオセキュア株式会社に変更。
- 2016年（平成28年）
  - 6月30日 - 株式会社BAF5がウイングアーク1stから全株式を取得し、BAF5の完全子会社となる[1]。
  - 9月1日 - 株式会社BAF5から商号変更されたバリオセキュア株式会社（2代目法人）へ吸収合併され、バリオセキュア株式会社（初代法人）は解散[1][2]。

### 2代目法人
- 2015年（平成27年）9月17日 - アイ・シグマ・パートナーズによる特定目的会社として、株式会社BAF5の商号で設立[1]。本社は東京都千代田区神田錦町3丁目に置く。
- 2016年（平成28年）
  - 6月30日 - バリオセキュア株式会社（初代法人）の全株式をウイングアーク1stから取得し子会社化。
  - 9月1日 - 商号を株式会社BAF5から、バリオセキュア株式会社（2代目法人）に変更。バリオセキュア株式会社（初代法人）を吸収合併し、本社を東京都渋谷区桜丘町に移転[1]。
  - 10月1日 - 本社を東京都千代田区神田錦町1丁目に移転。
- 2019年（平成31年 /令和元年）
  - 3月 - ブルーシフト株式会社のデータプロテクト事業を統合。
- 2020年（令和2年）
  - 3月18日 - 3月30日に予定していた東京証券取引所2部上場（証券コードは初代法人とは異なる4494）を延期[3]。
  - 11月30日 - 東京証券取引所2部上場。